# Xiaogan
Xiaogan is een stad in de gelijknamige prefectuur in de Chinese provincie Hubei, Volksrepubliek China. Xiaogan ligt 40 kilometer ten noordwesten van de miljoenenstad Wuhan.
Bij de volkstelling van 2020 had de stad 742.452 inwoners, de gehele prefectuur had 4.270.371 Inwoners.